# 柯新坤
柯新坤（1907年—1991年），生於日治台灣高雄州旗山郡（今高雄市旗山區），企業家，為光陽工業公司共同創辦人之一。

## 生平
生於高雄旗山溪州。1922年，旗山公學校畢業後，開始工作養家。1926年，與郭氏結婚。1928年，雙親去世。1929年，考取旗山街役場，擔任臨時雇員。由於工作認真，1941年升任總務課長。
1945年，第二次世界大戰結束，日本投降，中華民國接收台灣。1946年，與同鄉柯光述、柯文起、柯新舟、柯榮等人合資，至高雄市創業，頂下原為日本人創辦的醬油廠，創立三光行。1947年，與柯光述、陳金豹、林添丁、柯文起等人，集資成立光隆行，從事貿易。
1950年，創立光隆漁業公司，成為總經理，從事遠洋漁業。1958年，成為高雄市漁會第八屆理事。1961年，連任第九屆理事。
1959年，成立金榮貨運公司，從事香蕉、青果等運輸。
1963年，與柯光述等人共同創辦光陽工業。
1965年，與陳水來創辦豐國水產及豐國造船公司，成為當時台灣最大的遠洋漁業公司與民營造船公司。
1968年，與柯光述共同創辦信隆與信勝公司，從事遠洋鮪釣。同年，以光陽工業名義，兩人共同捐助成立溪洲國小圖書館。1969年，再度以光陽工業名義，兩人捐助建立大洲大橋，以回饋鄉里。
1972年，與柯光述、黃繼俊、張國安、陳水來、周俊雄等人，共同創辦豐群水產公司，成為台灣當時最大漁貨外銷及代理國外漁業補給的公司。
1976年，元配郭氏過世。與友人合資，創立光洲建設及光盛營造，從事房屋建設及房地產買賣。1977年，娶續絃陳氏。
1981年，任光陽工業公司董事長。設立昱友企業，從事漁貨外銷。在日本創立信興企業會社，從事漁貨買賣及漁業補給業務。1985年，與張添永及吳聰其，共同創辦日友水產、成隆漁業，從事遠洋圍網漁船事業。1989年，創立金港證券。
1991年，在高雄市自宅過世。